# Отпетые мошенники (фильм, 1988)
«Отпетые мошенники» (англ. Dirty Rotten Scoundrels) — кинофильм, комедия режиссёра Фрэнка Оза, снятый в 1988 году. Номинация на премию «Золотой глобус». Является ремейком фильма «Сказки на ночь» 1964 года с Марлоном Брандо и Дэвидом Нивеном в главных ролях. В 2005 году по мотивам фильма был поставлен одноимённый мюзикл. В 2019 году вышел ещё один ремейк «Сказок на ночь» и «Отпетых мошенников» под названием «Отпетые мошенницы» (англ. The Hustle).

## Сюжет
Лоуренс Джеймисон (Майкл Кейн) — англичанин, высококлассный профессиональный аферист, промышляющий на французской Ривьере в богатом городке Бомон-сюр-Мер. Для него, обладателя аристократической внешности и безупречных манер, мошенничество — давно устоявшийся заработок. То под видом королевского принца в изгнании, то под видом сенатора он обхаживает богатых дам, и те, вполне добровольно, расстаются с большими деньгами.
Некстати появившийся в городке Фредди Бенсон (Стив Мартин) — самодовольный и развязный американец. Его калибр поскромнее — бесплатного ужина в ресторане с состоятельной клиенткой вполне достаточно. Лоуренс, тем не менее, обеспокоен соперничеством: с этим молодым человеком ему на одном курорте делать нечего — тот всё испортит, спугнёт более крупную «добычу».
Простая комбинация с использованием связей в местной полиции, казалось бы, достигла цели: молодой мошенник под угрозой кастрации за мнимое прелюбодеяние готов покинуть город. Но случайно Фредди догадывается, что его подставил Джеймисон. Тогда Бенсон приходит в дом Лоуренса с неожиданной просьбой об обучении искусству хороших манер и тому, как очаровать богатую клиентку.
Лоуренс берёт конкурента в свою команду. Однако молодой мошенник, прекрасно исполняющий главную роль в отрежиссированном мэтром спектакле — и одновременно повышающий знания о своём ремесле, — оказывается недоволен той долей, что выделяет ему от щедрот своих его учитель (ноль процентов). Опытный мошенник пытается воспитать в ученике «правильное» отношение к чужим деньгам, заработанным тяжёлым трудом профессионального афериста, но молодому не свойственно терпение, фактически он вызывает учителя на дуэль. Чтобы решить, кому из них двоих придётся освободить приморский городок и заодно напарника от своего присутствия, мошенники заключают пари, «джентльменское соглашение»: для доказательства профпригодности нужно обработать на пятьдесят тысяч долларов одну богатую и невинную американку, «принцессу стиральных порошков» (Гленн Хидли).
Мошенники никак не предполагали, что сами окажутся жертвами. Та, что представилась в отеле как мисс Колгейт, сама оказалась высококлассной аферисткой. Она облегчила кошелёк «коллег» на те же 50 000 долларов и триумфально покинула город.
Сезон окончен, два неудачливых джентльмена ведут неторопливый прощальный разговор на скамейке над морем, как вдруг внезапно девушка снова появляется в парке виллы Лоуренса, на этот раз под именем Паулы, под видом агента по продаже элитной недвижимости и в компании богачей-бизнесменов, ищущих, куда бы вложить большие деньги. «Паула», вполне оценившая профессиональный уровень двух мошенников, ставит партнёров перед фактом, давая им возможность экспромтом включиться в хитроумную комбинацию и разделить огромный выигрыш. «Коллеги» — опытный Лоуренс первым, Фредди на секунду позже — с листа подыгрывают блестящей мастерице их общего дела, которая тихо признаётся: «Ребята, за этот год я заработала больше трёх миллионов, но ваши пятьдесят тысяч были самыми приятными».

## В ролях
- Стив Мартин — Фредди Бенсон
- Майкл Кейн — Лоуренс Джеймисон
- Гленн Хидли — Джанет Колгейт
- Антон Роджерс — инспектор Андре
- Барбара Харрис — Фанни Юбэнкс
- Иан Макдермид — Артур
- Дана Айви — миссис Рид
- Николь Кальфан — леди в машине
- Фрэнсис Конрой — леди на Палм-Бич

## Прокат
В США фильм вышел в прокат 14 декабря 1988 года, в Канаде — 16 декабря 1988 года, в Аргентине — 16 марта 1988 года, в Финляндии — 14 июля 1988 года, в СССР — в апреле 1990 года, в Турции — 25 мая 1988 года.

## Призы и премии
- Номинация на Золотой глобус в категории «Лучший актёр» (Майкл Кейн).

## Технические данные
Оригинальный негатив фильма снят камерой «классического» формата 1,37:1 со скрытым кашетированием. Прокатные фильмокопии печатались контактным способом в кашетированном формате с соотношением сторон кадра 1,85:1. Оригинальная фонограмма — Dolby Surround.